# 废土3
《荒野遊俠3》是由inXile娱乐开发并由Deep Silver发行在PlayStation 4、Xbox One、Windows、MacOS以及Linux等平台的电子角色扮演游戏，于2020年8月28日发行。游戏是2014年作品《荒野遊俠2》的续作。

## 玩法
小組組隊式回合制角色扮演游戏，支持同步或异步多人游戏。

## 情节
设定于末日後冰冷的科罗拉多荒地，玩家控制游骑兵队Team November的幸存队员。

## 开发
inXile Entertainment在2016年9月公开《荒野遊俠3》，并宣布游戏和《荒野遊俠2》一样集资开发。不过游戏的集资方式从Kickstarter改为Fig公司。集资活动从2016年10月5日开始並於一個月後募得了超過三百萬美元。
《荒野遊俠3》由Unity引擎开发，开发小組包括曾開發過2017年游戏《镇魂曲：遗器之潮》(Torment: Tides of Numenera)的成員。
游戏预定2020年春季在Linux、macOS、PlayStation 4、Windows和Xbox One平台推出。